# Лежандр, Луи (политический деятель)
Луи́ Лежа́ндр (фр. Louis Legendre; 22 мая 1752, Версаль (город) — 13 декабря 1797, Париж) —  политический деятель Великой французской революции.

## Биография и деятельность
Сын мясника, служил матросом. Вернувшись в Париж, работал мясником и участвовал почти во всех уличных движениях революционной эпохи, став революционной знаменитостью.
Он принял участие в штурме Бастилии 14 июля 1789 года, был одним из основателей Общества кордельеров и стал членом Якобинского клуба. После неудавшегося побега Людовика XVI он призвал к провозглашению республики. Необразованный, но популярный человек призвал к восстанию против монархии в июле 1792 года; после штурма Тюильри (10 августа 1792 года) в сентябре был избран в Национальный конвент.  
Стал одним из видных ораторов монтаньяров и был членом комитета общественной безопасности. В феврале 1793 года Лежандр был в Лионе в качестве представителя в миссии. Ранней осенью 1793 года Лежандр обеспечил снабжение продовольствием города Руана и департамента Нижней Сены. 31 марта 1794 года потребовал, чтобы арестованные Дантон и Демулен были заслушаны перед Национальным конвентом. Однако он не смог отстоять свою позицию против Робеспьера и поэтому отклонил своё заявление. Вместо этого он примкнул к врагам «Неподкупного», подготовил вместе с ними свержение Робеспьера и затем сыграл ключевую роль в осуществлении переворота 9 термидора II (27 июля 1794 г.).
Лежандр был назначен членом Комитета общей безопасности во время правления термидианцев и президентом Национального конвента на период 6-20 ноября 1794 года. Он закрыл Якобинский клуб 12 ноября 1794 года, после чего символически забрал ключ от его зала заседаний. Он энергично боролся с прериальским восстанием  санкюлотов 20-23 мая 1795 года и выступал против восстания роялистов в Вандемьере (5 октября 1795 года). После ратификации конституции 26 октября 1795 года Луи Лежандр был избран в «Совет старейшин». Вскоре после этого он тяжело заболел и умер в Париже 13 декабря 1797 года.